# Anarthria humilis
Anarthria humilis là một loài thực vật có hoa trong họ Anarthriaceae. Loài này được Nees mô tả khoa học đầu tiên năm 1841.